# 空とコムローイ 〜タイ、コンティップ村の子どもたち〜
『空とコムローイ 〜タイ、コンティップ村の子どもたち〜』（そらとコムローイ タイ コンティップむらのこどもたち）は、日本のドキュメンタリー映画である。「コムローイ (โคมลอย, khom loi)」とは、タイ語で小さな熱気球の一種である天灯を指す。
監督・編集・撮影は三浦淳子。タイ北部のメーサイで、イタリア人神父を中心に運営されている、アカ族 (อาข่า，Akha)の子供達と女性達の自立支援施設「コンティップ村」を、7年にわたって撮影したドキュメンタリー映画。2008年2月に、大倉山ドキュメンタリー映画祭で上映された後、2009年1月31日から2月27日までユーロスペースで日本公開された。その後、3月にもユーロスペースで追加上映され、8月には京都国際子ども映画祭において長編部門グランプリを受賞、9月にはあいち国際女性映画祭でも招待上映された。その後も、2010年まで、各地で上映された。